# Ölsremma
Ölsremma är kyrkbyn i Ölsremma socken i Tranemo kommun i Västergötland belägen cirka 1,5 kilometer söder om småorten Lindrum (Ölsremma).
I Ölsremma ligger Ölsremma kyrka. Kuvarp är en kursgård med anknytning till missionskyrkan som ligger cirka 1,5 kilometer öster om Ölsremma.
Mellan kyrkbyn och Lindrum ligger en hembygdsgård.